# Monte Colombo (Alpi Graie)
Il monte Colombo (2.848 m s.l.m.) è una montagna del massiccio del Gran Paradiso nelle Alpi Graie. 

## Geografia

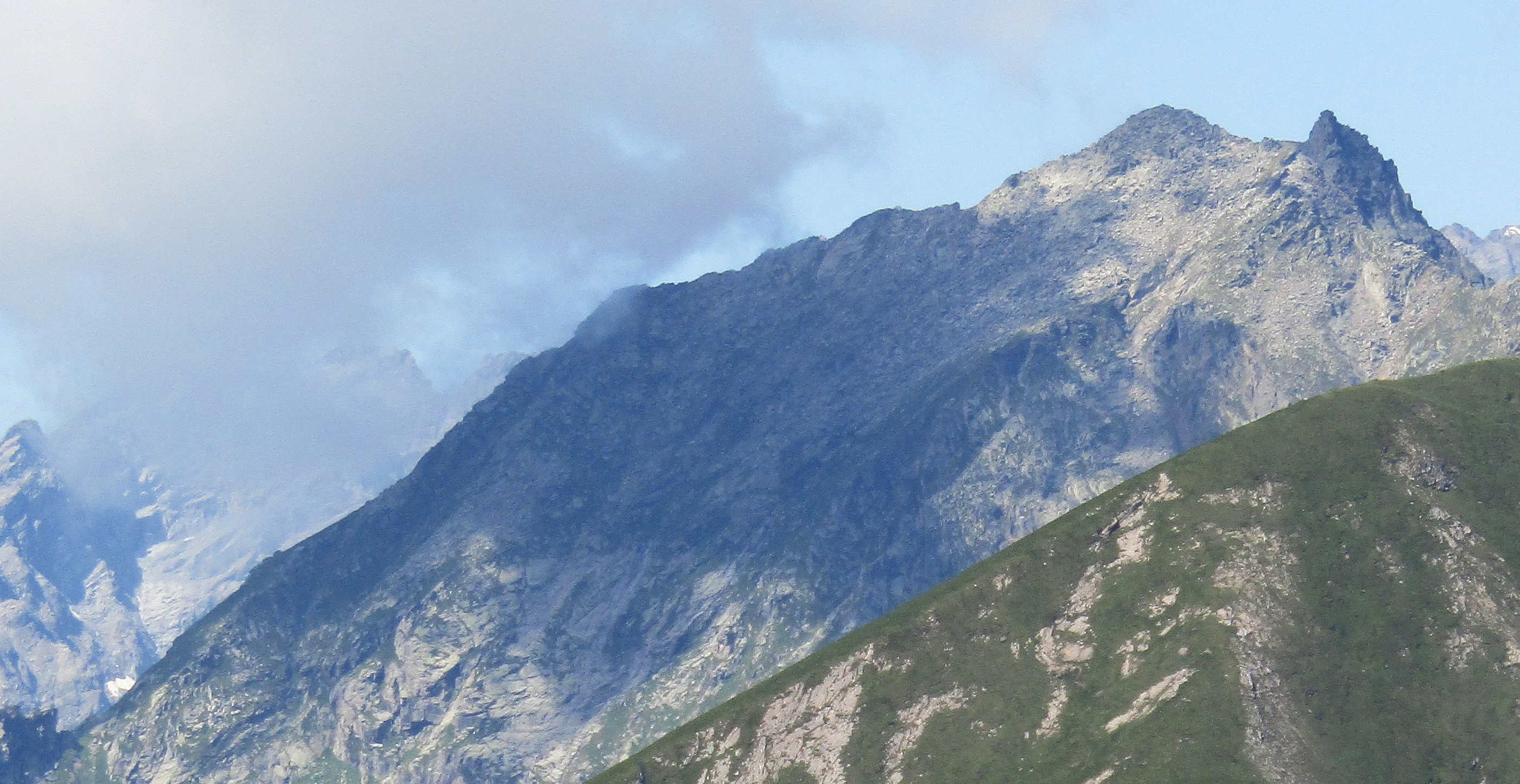
Il Monte Colombo visto dalle pendici del Monte Marzo

Il monte Colombo si trova in provincia di Torino.
La montagna è collocata alla testata della valle di Ribordone, valle laterale della valle dell'Orco; il suo versante nord-orientale domina la conca del lago Lasin.
Sulla cima si trova il punto geodetico trigonometrico dell'IGM denominato Monte Colombo (cod. 042042)

## Accesso alla cima

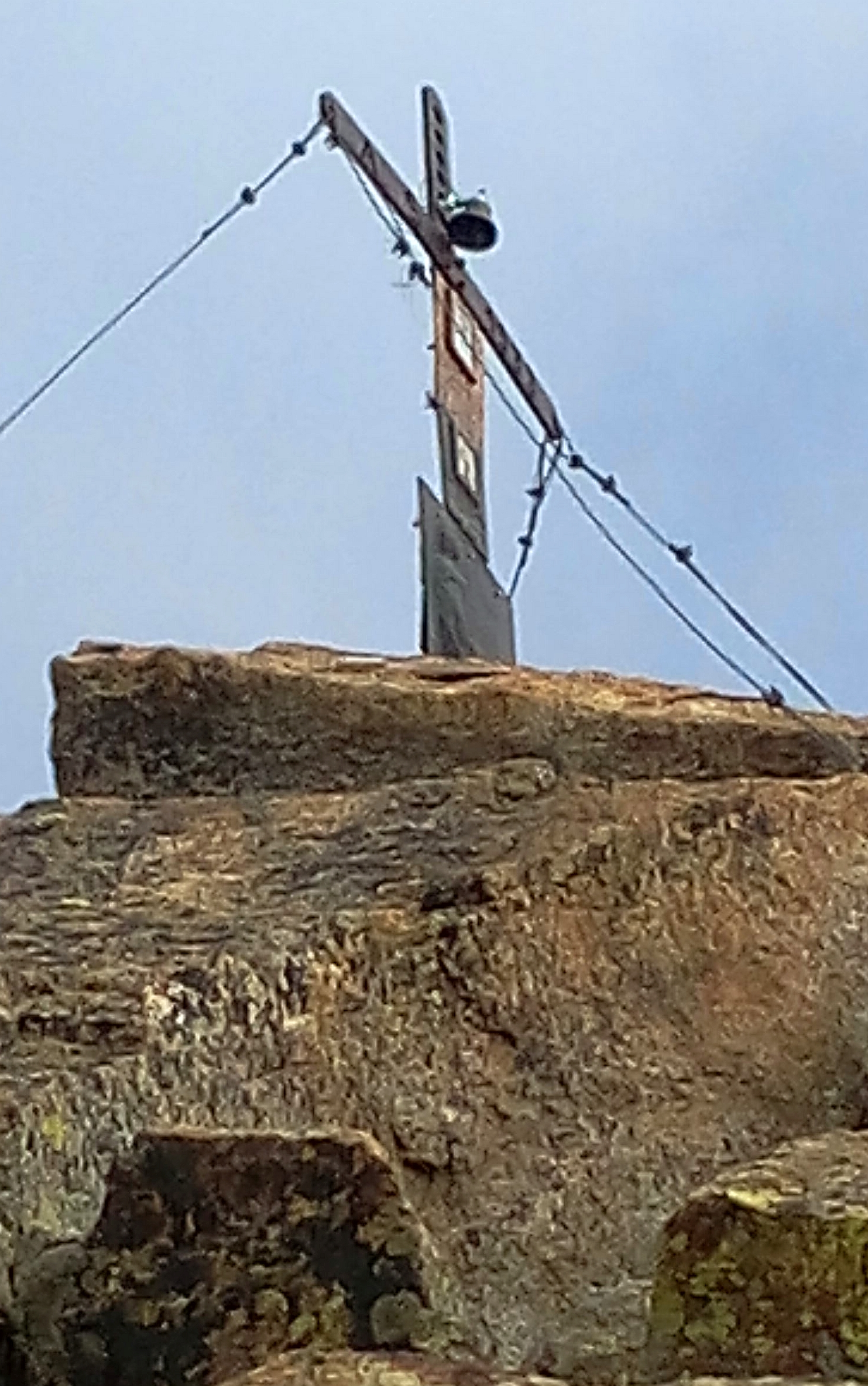
La croce di vetta

Si può salire sulla vetta partendo da Ciantel (1.392 m), frazione di Ribordone.
La via normale alla vetta (escursionistica) parte dalla frazione di Ribordone che si chiama Schiaroglio. In 1400 m di dislivello e in quattro ore e mezzo si giunge in cima, seguendo i numerosi bolli rossi. Qualche passo da fare con attenzione su rocce salde e poco inclinate negli ultimi metri. Panorama in vetta, dal Monviso al Monte Rosa, e con il gruppo del Gran Paradiso proprio di fronte.

## Storia
La salita alla cima del Monte Colombo era già una escursione nota e apprezzata nell'Ottocento.  La croce di vetta fu portata "con gran concorso di fedeli" in occasione dell'anno santo 1933.

## Protezione della natura

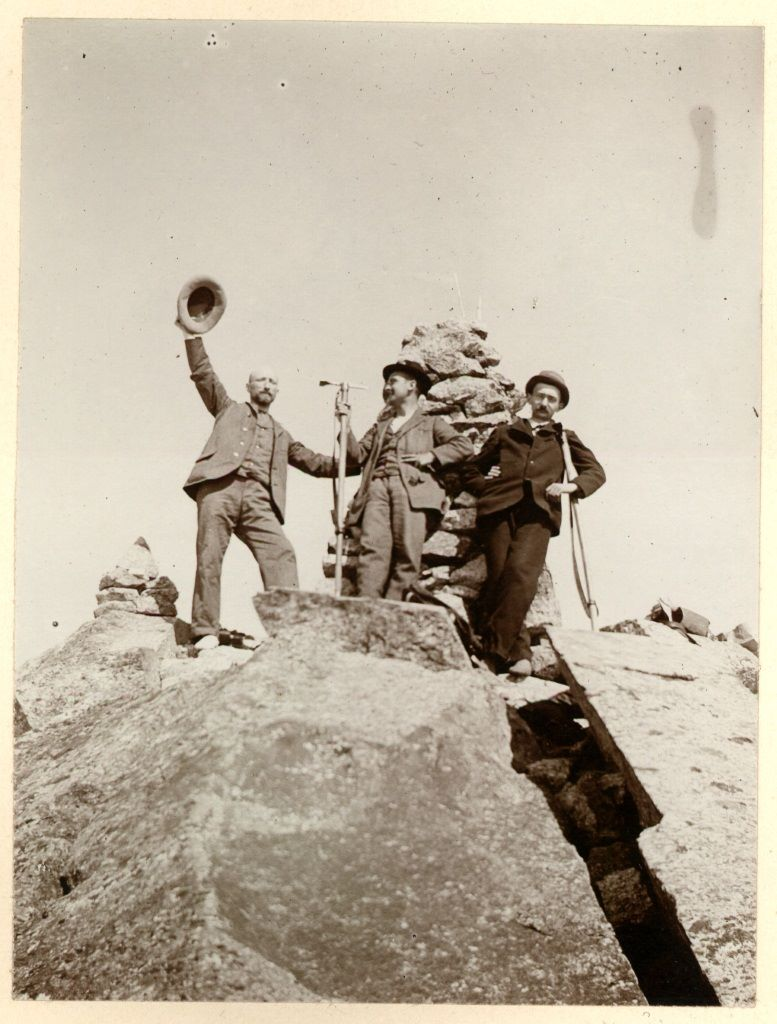
Luglio 1903: escursionisti in vetta (foto M.Gabinio)

La montagna fa parte del Parco Nazionale del Gran Paradiso.